# Arctosa khudiensis
Arctosa khudiensis är en spindelart som först beskrevs av G.P. Sinha 1951.  Arctosa khudiensis ingår i släktet Arctosa och familjen vargspindlar. Inga underarter finns listade i Catalogue of Life.